# Allium kirindicum
Allium kirindicum — вид рослин з родини амарилісових (Amaryllidaceae); поширений в Туркменістані й Ірані.

## Опис
Цибулина яйцювата, діаметром 1–1.5 см, зовнішня оболонка сірувата. Стебло заввишки 15–25 см. Листки ниткоподібні, борозенчасті, шорсткі. Зонтик нещільний. Квітконіжки дуже тонкі, майже рівні. Листочки трубчасто-дзвінчастої оцвітини завдовжки 4–5 мм, майже рівні, білі або дуже світло-рожеві, з сильною брудно-пурпуровою жилкою, довгасто-ланцетоподібні, тупі, внутрішні трохи ширші.

## Поширення
Поширений в пд. Туркменістані й Ірані.